# Narycia cataphracta
Narycia cataphracta är en fjärilsart som beskrevs av Edward Meyrick 1893. Narycia cataphracta ingår i släktet Narycia och familjen säckspinnare. Inga underarter finns listade i Catalogue of Life.